# الحسن بن سفيان
الحسن بن سفيان بن عامر بن عبد العزيز بن النعمان بن عطاء أبو العباس الشيباني الخراساني النسوي، (213 هـ - 303 هـ )، من أئمة الحديث وهو ثقة. صَاحب الْمسند الْكَبِير وَالْأَرْبَعِينَ. وهو أسن من بلديه الإمام أبي عبد الرحمن النسائي، وماتا معا في عام. وكان أديبًا فقيهًا، أخذ الأدب عن أصحاب النضر بن شميل، والفقه عن أبي ثور، وكان يفتي بمذهبه. قال الحاكم : كان الحسن بن سفيان محدث خراسان، في عصره مقدمًا في الثبت والكثرة والفهم والفقه والأدب. مات في شهر رمضان سنة ثلاث وثلاثمائة بقريته بالوز، وهي على ثلاثة فراسخ من مدينة نسا.

## روايته للحديث النبوي
- روى عن : أحمد بن حنبل وإبراهيم بن يوسف البلخي وقتيبة بن سعيد ويحيى بن معين وشيبان بن فروخ وهدبة بن خالد وعبد الله بن محمد بن أسماء وعبد الأعلى بن حماد ومحمد بن أبي بكر المقدمي وعبد الرحمن بن سلام الجمحي وسهل بن عثمان وإسحاق بن راهويه وسعد بن يزيد الفراء وحبان بن موسى وهشام بن عمار وصفوان بن صالح وإبراهيم بن هشام بن يحيى الغساني وعيسى بن حماد ومحمد بن رمح وإبراهيم بن الحجاج السامي وعبد الواحد بن غياث وأبي كامل الجحدري وسويد بن سعيد وعبيد الله بن معاذ ومحمد بن عبد الله بن عمار والحسن بن الصباح البزار وخلق كثير.
- حدث عنه : إمام الأئمة ابن خزيمة ويحيى بن منصور القاضي ومحمد بن يعقوب بن الأخرم وأبو علي الحافظ ومحمد بن الحسن النقاش المقرئ وأبو عمرو بن حمدان وأبو بكر الإسماعيلي وأبو حاتم ابن حبان وحفيده إسحاق بن سعد النسوي ومحمد بن إبراهيم الهاشمي وعبد الله بن محمد النسوي وخلق سواهم رحلوا إليه وتكاثروا عليه.[3]

## آراء العلماء فيه
الجرح والتعديل
- أبو الوليد بن الفرضي: كان أديبًا فقيهًا.
- أبو حاتم بن حبان البستي: حدث على تيقظ مع صحة الديانة والصلابة في السنة.
- أبو عبد الله الحاكم النيسابوري: محدث خراسان في عصره مقدم في التثبت والكثرة والرحلة والفهم والفقه والأدب صنف المسند الكبير والجامع والمعجم.
- ابن أبي حاتم الرازي: صدوق.
- الذهبي: ثقة مسند.
- محمد بن داود بن سليمان: ذكر قصة تدل على قوة حفظه.

## مصنفاته
كتبه
- كتاب المسند الكبير
- كتاب الأربعين